# Narbal da Costa Stencel
Dom Narbal da Costa Stencel (São Mateus do Sul, 8 de março de 1925  — Rio de Janeiro, 31 de janeiro de 2003) foi um bispo católico brasileiro. Foi bispo-auxiliar na Arquidiocese de São Sebastião do Rio de Janeiro.

## Biografia
Estudou Filosofia no Seminário São José, Rio de Janeiro; Cursou Teologia na Pontifícia Universidade Gregoriana, em Roma. Recebeu a Ordenação Sacerdotal em 25 de fevereiro de 1956 em Roma.
Na Arquidiocese do Rio de Janeiro ocupou os seguintes cargos: foi Reitor do Seminário São José; Cônego do Cabido Metropolitano; Membro do Conselho Prebisterial; Membro do Colégio de Consultores; Pró-Vigário Geral; Chefe de Gabinete do Senhor Cardeal; Vigário Episcopal do Vicariato Urbano; Capelão da Imperial Irm. de N. S. da Glória do Outeiro; Diretor do Banco Providência; Diretor da Comunidade de Emaús.
Foi eleito Bispo Titular de Tununa e Auxiliar do Rio de Janeiro aos 4 de novembro de 1987.